# Karmapa
Karmapa betyder “han som udfører buddha‐aktivitet”. Officielt kaldet Hans Højhed Gyalwa Karmapa og nogen gange Sorte Hat Lama.
Karmapa er en udstråling af bodhisattvaen Tjenresig, Kærlige Øjne (Sanskrit: अवलोकितेश्वर /Avalokitesvara). Dalai Lama siges også at være en udstråling af samme bodhisattva.
Karmapa er den øverste leder af Karma Kadjy, den største linje indenfor den tibetanske Kadjy-skole, der er en af de fire buddhistiske hovedskoler i landet. Den blev grundlagt af Gyalwa Karmapa i det 12. århundrede og er kendt som den mest "praksisorienterede", dvs. den lægger vægt på meditation og andre ritualer.
Karmapa'erne har siden 1110 været den centrale figur i opretholdelsen af Vajrayana‐linjen generelt og af Kadjy‐linjen i særdeleshed og har således spillet en meget afgørende rolle i etableringen, bevarelsen og levendeholdelsen af buddhismens studie og praksis‐linjer.
Den første Karmapa, Dysum Kyenpa (1110 – 1193), er den første nogensinde, der bevidst har ladet sig genføde som den samme mester igen og igen. Dalai Lama begyndte først at lade sig genføde som den samme mester over 200 år senere, med den første Dalai Lama Gendun Drup i år 1392.

## Kontroversen om den 17. Karmapa
Efter den 16. Karmapa Rangjung Rigpe Dorje døde i 1981 er Karma Kadjy blevet kastet ud i et kontrovers over hvem der rettelig er den 17. Karmapa. Den Sharma Rinpoche (Sharmapa – Den Røde Hat Lama og een af de fire såkaldte Linjeholdere for Karma Kadjy linjen), der ifølge traditionen har været den der har genkendt/fundet den genfødte Karmapa, havde een Karmapa, Trinley Thaye Dorje. Situ Rinpoche og Gyaltsab Rinpoche, to andre linjeholdere, udpegede Ogyen Trinley Dorje. Sidstnævnte er også blevet "godkendt" af den Kinesiske Regering samt Dalai Lama, der dog aldrig tidligere har blandet sig i interne anlæggender vedr. Karma Kadjy skolen, da han er leder af en anden skole.